# Ludwig Müller

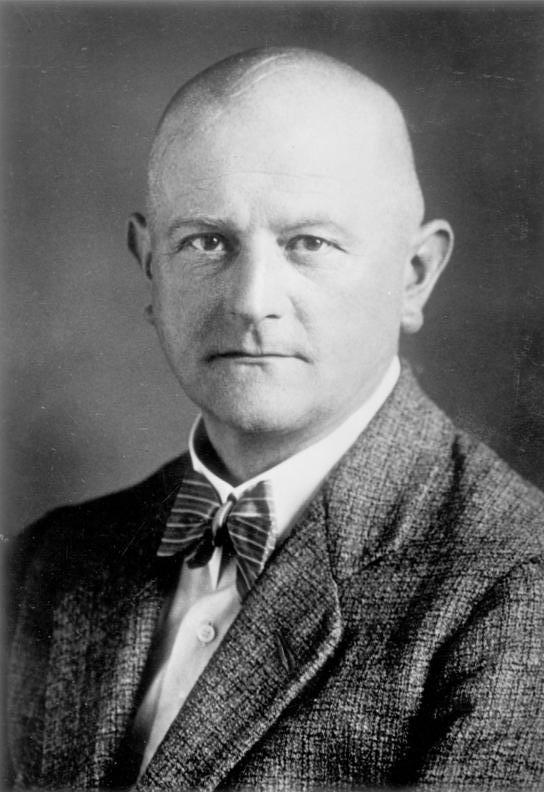
Ludwig Müller (1933)

Johann Heinrich Ludwig Müller (Gütersloh, 23 juni 1883 - Berlijn, 31 juli 1945) was tijdens het nazi-tijdperk Reichsbisschop van de Duitse Evangelische Kerk (DEK) en een van de leidende figuren in de beweging van Duitse christenen, die een synthese tussen christendom en nationaalsocialisme propageerde.

## Zijn leven

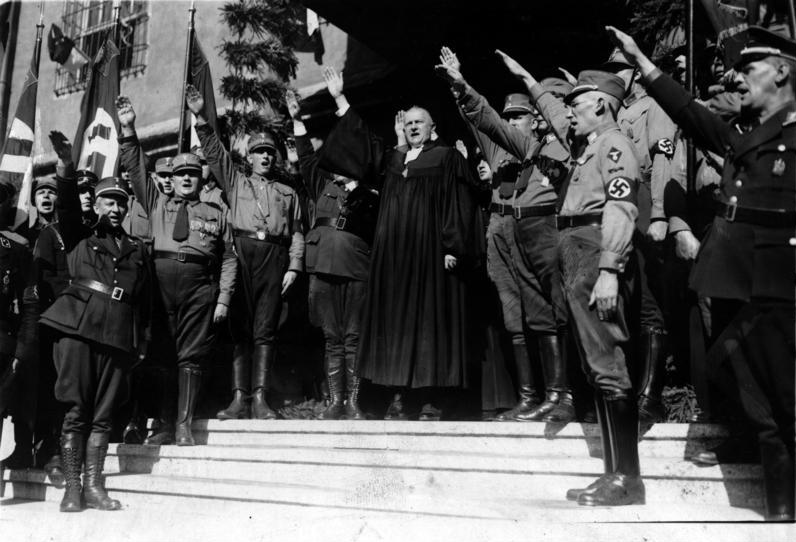
Opening van de Nationale Synode in Wittenberg op 27 september 1933, regionale bisschop Ludwig Müller brengt de Hitlergroet

Ludwig Müller is geboren als zoon van de spoorwegmedewerker Adolf Müller. Hij ging naar een christelijk gymnasium in Gütersloh. Vervolgens studeerde hij protestantse theologie in Halle (Saale) en Bonn. Tijdens zijn studie werd hij lid van de Vereniging van Duitse Studenten in Halle. 
Na zijn studie was hij schoolinspecteur op zijn vroegere school in Gütersloh. Van 1905 tot 1908 was hij dominee in Gütersloh en assistent-predikant, eerst in de Marienkirche- parochie Stiftberg, een district van de Oost-Westfaalse stad Herford. Vanaf juli 1908 in Röhlinghausen. In 1908 werd hij pastoor in Rödinghausen (Westfalen). Hij trouwde in 1909 met Paula Reineke (1887-1963). Samen kregen ze twee kinderen: een zoon en een dochter. Toen in 1914 de Eerste Wereldoorlog uitbrak diende hij als marinepredikant in Willemshaven. Na de oorlog trad Müller toe tot de paramilitaire organisatie Der Stahlhelm en vervolgde zijn loopbaan als militair kapelaan, vanaf 1926 in het garnizoen van Königsberg.

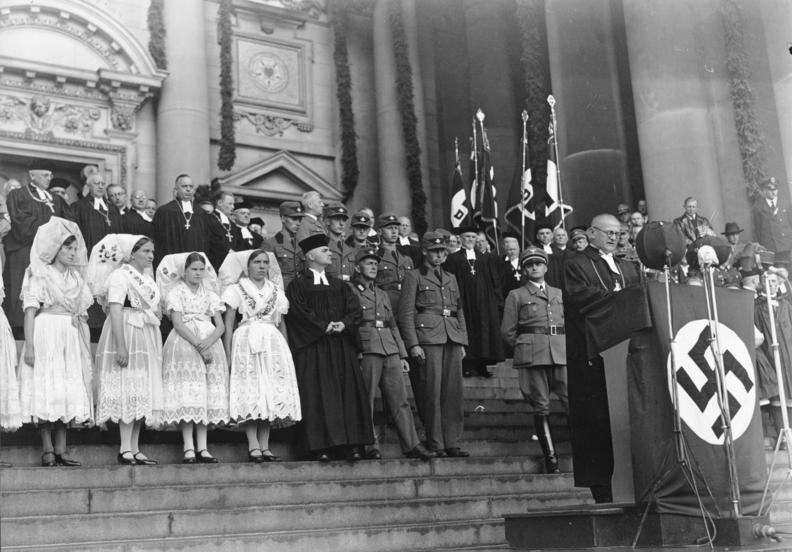
Müllers toespraak na zijn officiële inauguratie als Reichsbisschop voor de kathedraal van Berlijn, 23 september 1934

Al in 1931 sloot hij zich aan bij de NSDAP. Ludwig Müller was medeoprichter en regionaal leider van de Deutsche Christen in Oost-Pruisen. In april 1933 werd hij Hitlers vertrouweling voor kerkelijke aangelegenheden. Op 4 augustus 1933 werd hij benoemd als regionale bisschop van de Evangelische Kerk van de Oud-Pruisische Unie. Op 27 september 1933 volgde hij Friedrich von Bodelschwingh op als Rijksbisschop. Hermann Göring benoemde hem als lid van de Pruisische Staatsraad. Als Rijksbisschop kreeg hij steeds meer bevoegdheden.
Hij had in die tijd een dubbelrol. Deels werkte hij nog steeds als regionaal bisschop van de Evangelische Kerk van de Oud-Pruisische Unie. Als regionale bisschop breidde hij zijn verantwoordelijkheidsgebied uit. Daarna droeg hij een deel van zijn nieuwe bevoegdheden over aan de Rijksbisschop (aan zichzelf dus). Hij hoopte dat op deze manier andere regionale bisschoppen zijn voorbeeld zouden volgen, zodat de Rijksbisschop steeds meer bevoegdheden zou krijgen. Dit lukte niet overal en hij kreeg ook te maken met tegenstand van bisschoppen als Theophil Wurm en Hans Meiser.
Om de nazi's te laten zien dat hij het serieus nam gaf hij opdracht tot samenvoegen van protestante jongerenorganisaties (ongeveer 50.000 jonge protestanten) met de Hitlerjugend. Dat zorgde voor heel veel kritiek binnen de Protestantse kerk. Hierdoor verloor Muller macht en aanzien.
Aan de andere kant stond de radicale nazifactie die het Oude Testament wilde afschaffen en een Duitse nationale religie creëren die los stond van door Joden beïnvloede ideeën. Zij steunden de introductie van de Arische Paragraaf de kerk in. Deze controverse leidde tot schisma en de oprichting van de concurrerende Bekennende Kerk, een situatie die Hitler frustreerde en leidde tot het einde van Müllers macht.
Müller bleef tot zijn einde toegewijd aan het nazisme. Kort na de capitulatie van nazi-Duitsland overleed hij op 31 juli in Berlijn. De doodsoorzaak is onbekend. Zelfmoord is niet uitgesloten.